# Bảo tàng Vàng Đông Nam Á Zelnik István

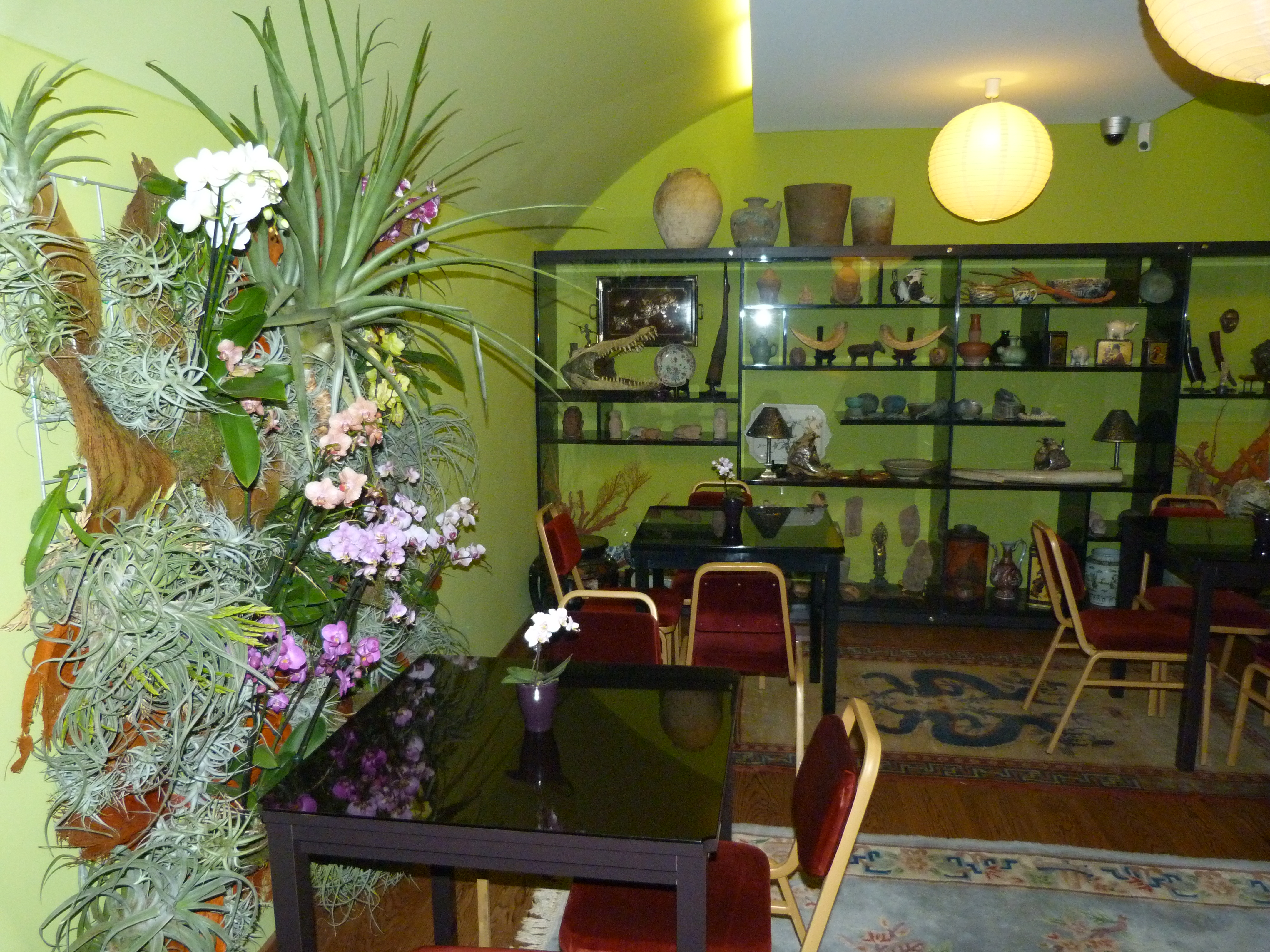
Sửa đổi Bảo tàng Vàng Đông Nam Á Zelnik István

Bảo tàng Vàng Đông Nam Á Zelnik István là một bảo tàng nằm ở đại lộ Andrássy, quận Terézváros của thành phố Budapest, Hungary. Bảo tàng Vàng Đông Nam Á Zelnik István là nơi lưu giữ gần một nghìn hiện vật từ 11 nước của Đông Nam Á ngày nay. Hầu hết các hiện vật này đều bằng vàng và có niên đại từ thời tiền sử cho đến thế kỉ 20, minh họa cho tác phẩm mỹ thuật ở Đông Nam Á trong suốt hơn hai ngàn năm qua. Nguồn hiện vật của bảo tàng được lập nên dựa trên bộ sưu tập của Tiến sĩ István Zelnik, một cựu quan chức ngoại giao ở Việt Nam và nhiều nơi khác, hiện đang là một doanh nhân và nhà sưu tầm nghệ thuật. Trong số hơn 50.000 hiện vật đến từ Đông Nam Á của ông, có tới hơn 1.000 hiện vật đang được trưng bày ở bảo tàng. Nằm trong bảo tàng là bộ sưu tập các đồ vật kim loại quý (vàng và bạc) của Đông Nam Á, với điểm nhấn là góc nhìn lịch sử và lịch sử học nghệ thuật, góc nhìn của nhà sưu tập và đặc biệt nhất là góc nhìn bảo tàng học, trong đó đa phần là sự tò mò về giá trị tiền tệ.
Ngoài việc trưng bày các báu vật, Bảo tàng Vàng còn giới thiệu các lĩnh vực văn hóa và nghệ thuật trong không gian đa sắc màu này. Sảnh của bảo tàng đưa du khách qua các thời đại của nghệ thuật Đông Nam Á và sự trù phú đặc biệt của nó, vì đây là nơi các nền văn hóa của những vương quốc hoàng gia và nhóm người du mục đã tổng hòa với nhau. Văn hóa và nghệ thuật khu vực đã chịu ảnh hưởng đáng kể bởi các nước láng giếng như Ấn Độ và Trung Quốc, một số nguồn ảnh hưởng khác đến đây từ các con đường giao thương xuyên khu vực (ví dụ như các con đường tơ lụa hàng hải và đất liền). Những người dân ở vùng đất này còn cởi mở và tiếp nhận nhiều tôn giáo, vì thế mà thuyết vật linh, Ấn Độ giáo và Phật giáo đã cùng nhau phát triển mạnh.
Đa số trong bộ sưu tập và các tạo tác bằng vàng và bạc đến từ các nền văn hóa Chăm Pa, Khmer, người Java và bộc lạc. Số lượng mặt nạ vàng sưu tầm được còn vượt cả Bảo tàng Anh. Bộ sưu tập các đồ tôn giáo, những bức tượng liên hệ tới đạo Phật  và Ấn Độ giáo cũng rất nổi bật.

## Bộ sưu tập
Thế giới tôn giáo của Phật giáo và Ấn Độ giáo được trưng bày trong hội trường và hai phòng nữa nằm ở tầng trệt của bảo tàng. Những vật đại diện liên hệ đến Phật giáo có thể được tìm thấy ở tất cả các phần của bộ sưu tập: Phật thành và Bồ Tát (những vị thần giác ngộ tâm linh) thể hiện sự sùng bái đối với Phật giáo thông qua những ảnh hưởng về văn hóa và nhiều khía cạnh của vật chất và hình thức. Các vị Phật đứng, ngồi hoặc đi bộ và ‘nghìn vị Phật’ nằm trên Bức tường Phật giáo có vai trò tối quan trọng trong bộ sưu tập, ngoài ra du khách có thể thấy nhiều đồ vật để thực hành tôn giáo, ví dụ như một đến thờ hình phù đồ, các tấm đĩa vàng mã và bình nghi lễ.
Những ảnh hưởng của Ấn Độ đã tác động rõ rệt đến nền nghệ thuật của khu vực kể từ thế kỉ thứ 5. Những đề tài của nghệ thuật Ấn Độ giáo gần như hoàn toàn mang tính tôn giáo, cùng với thế giới phong phú và đầy màu sắc của các vị thần Hindu và vô số các thần thoại, đem đến một nguồn cảm hứng vô tận. Điển hình nhất là các vị thần và nữ thần xuất hiện với nhiều hình thức và tên gọi, ở một mức độ nào đó có thể gọi là các vị thần động vật.